# Manuel Marengo

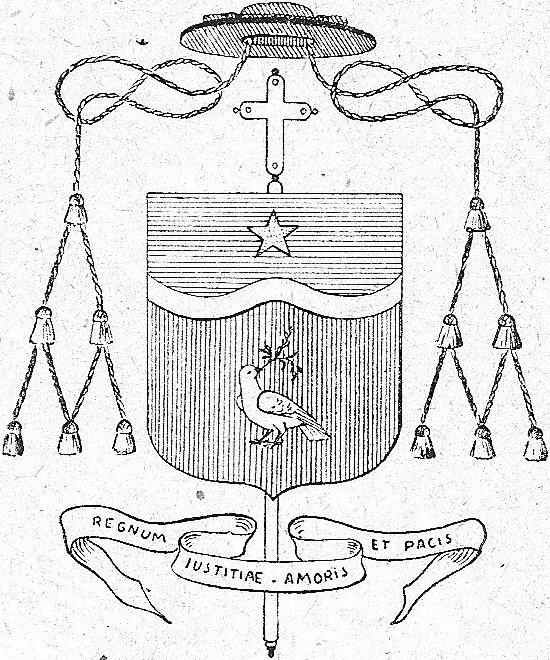
Wappen

Manuel Marengo (* 16. Februar 1906 in Teodelina; † 17. November 1988 in Claypole, Buenos Aires) war ein argentinischer Geistlicher.
Marengo wurde am 22. Dezember 1928 zum Priester geweiht. Papst Pius XII. ernannte ihn am 20. Februar 1950 zum Titularbischof von Carrhae und Weihbischof in Santa Fe. Am 6. August 1950 spendete Nicolás Fasolino, Erzbischof von Santa Fe, ihm die Bischofsweihe. Mitkonsekratoren waren Francisco Vicentín, Bischof von Corrientes, und Silvino Martínez, Weihbischof in Rosario. Am 22. September 1956 ernannte ihn der Papst zum Bischof von Azul. Am 24. November 1956 wurde er als Bischof inthronisiert. Am 14. April 1982 nahm Papst Johannes Paul II. seinen Rücktritt an.
Marengo nahm an allen vier Sitzungsperioden des Zweiten Vatikanischen Konzils als Konzilsvater teil.